# Poring
El Poring es un monstruo ficticio del MMORPG Ragnarok Online.(También llamado Pogh)
A menudo es la primera especie de monstruo a la que se enfrenta un jugador poco después de comenzar a jugar. El primer encuentro entre el jugador y el poring se suele producir en un área boscosa al sur de la ficticia ciudad de Prontera.
Todo su cuerpo es una esfera gelatinosa de color rosa que se mueve botando sobre el suelo. Es usado como Pet(Mascota) y es capturado usando un ítem llamado Unripe Apple.

Existen diferentes variantes de este modelo de monstruo cuya principal diferencia suele ser el color de su cuerpo y sus puntos de vida:
- Poring (monstruo básico, el más débil)
- Drops (color amarillo)
- Poporing (color verde)
- Marin (color azul)
- Angeling (color rosa, alas y halo de ángel)
- Deviling (color morado oscuro y alas negras)
- Ghostring (color gris blanquecino, es un fantasma de poring)
- Mastering (color rosa, es el doble de grande que un poring)
- Santa Poring (color rosa, gorro navideño)
- Metalling (color rosa oscuro, de cuerpo metálico)
- Stapo (color café variado, es un poring de roca)
- Arc Angeling (color azul grisáceo y alas de ángel)
- Magmaring (color morado claro con lava sobre el)
- Bring it On! (Igual que un poring normal, extremadamente poderoso, aparece únicamente cada vez que en servidor se matan 10,000 porings)

Algunos jugadores tienen un Poring como mascota de su personaje del videojuego. Debido a su popularidad entre los jugadores de Ragnarok Online, existe en el mercado merchandising de todo tipo relacionado con los Poring como figuras, peluches, llaveros e incluso ratones para PC.